# 澤西首席部長
澤西首席部長（英語：Chief Minister of Jersey）是澤西的政府首腦、領導澤西部長會議。首席部長並非由人民直接選舉選出，而是由立法機關中選出。首席部長的設置是因為改革政府機制——由澤西國家委員會轉變為首席部長領導的內閣。

## 部長列表
| № | 圖像           | 姓名             | 任期           | 任期           |
| - | -------------- | ---------------- | -------------- | -------------- |
| 1 |                | 弗蘭克·沃克      | 2005年12月8日  | 2008年12月12日 |
| 2 |                | 特里·勒蘇爾      | 2008年12月12日 | 2011年11月18日 |
| 3 |                | 伊恩·戈斯特      | 2011年11月18日 | 2018年6月7日   |
| 4 |                | 約翰·勒·福昂德里 | 2018年6月7日   | 2022年7月11日  |
| 5 | Kristina Moore | 克里斯蒂娜·摩尔  | 2022年7月11日  | 2024年1月30日  |
| 6 | Lyndon Farnham | 林登·法纳姆      | 2024年1月30日  | 现任           |

## 2005年選舉
第一屆澤西首席部長選舉在2005年澤西大選後的2005年12月5日舉行。
2005年12月1日，有兩位候選人被提名：
- 議員斯圖爾特·斯維特（英语：Stuart Syvret）
- 議員弗蘭克·沃克（英语：Frank Walker (Jersey politician)）

2005年12月5日星期一經過不記名投票後，沃克一如預料當選為澤西歷史上第一位首席部長，獲得38票；斯維特則得到14票。

## 2008年選舉
議員特里·勒蘇爾在2008年澤西大選後的2008年12月8日當選為澤西首席部長，獲得36票；對手議員艾倫·布雷肯則得到17票。

## 2011年選舉

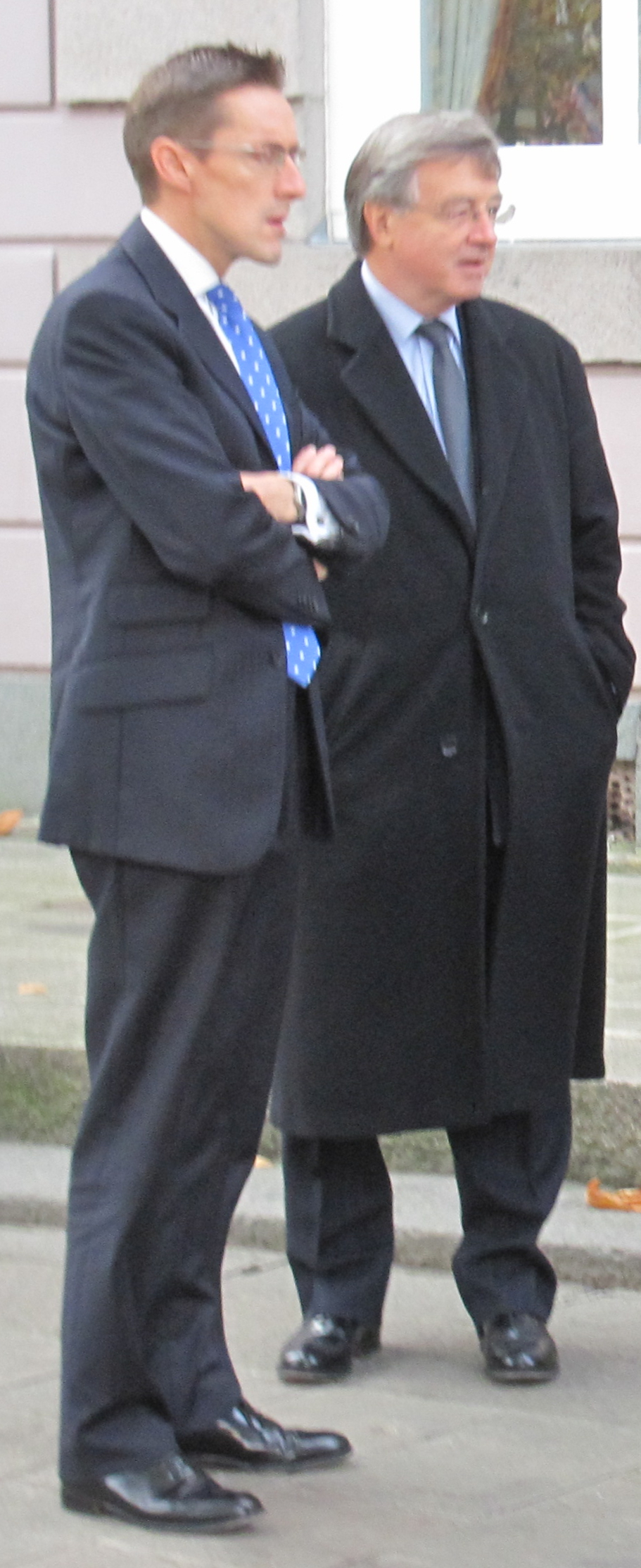
2011年11月14日，首席部長候選人選議員伊恩·戈斯特及議員菲利普·巴亞什在投票前合影

議員伊恩·戈斯特在2011年11月14日的公開投票當選為澤西首席部長，獲得27票，擊敗只得24票的議員菲利普·巴亞什爵士。2011年11月16日，戈斯特提名他屬意的議員進入澤西部長會議；並在11月18日選舉完成後就任。